# Ораторий Санта-Куэва

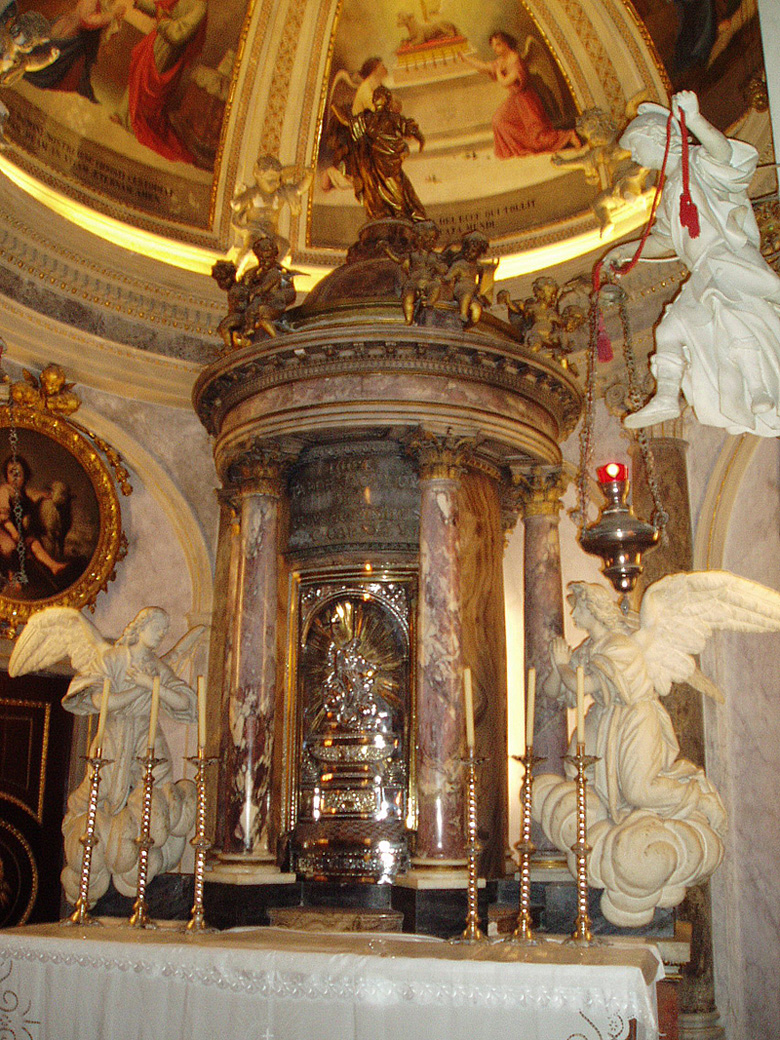
Ораторий Санта-Куэва в Кадисе

Ораторий Санта-Куэва (исп. Oratorio de la Santa Cueva) ― ораторий, состоящий из двух капелл, одна из которых выше другой. Находится сооружение в Испании, в городе Кадисе. Ораторий был спроектирован архитекторами Торкуато Кайоном и Торквато Бенхумедой и освящён для богослужений в 1796 году епископом Антонио Мартинесом де ла Пласа. В 1981 году Министерство культуры Испании объявило его историко-художественным памятником национального значения.
Ораторий был восстановлен священником из Веракруса Доном Хосе Саенсом де Санта-Мария, который заказал у Гайдна музыкальное произведение «Семь последних слов Христа» для представления в нижней капелле.
В верхней капелле оратория располагаются три картины Франсиско Гойи, которые были отреставрированы в Музее Прадо в 2000 году.